# Hans von Raumer
Hans Friedrich Wilhelm Ernst von Raumer, född 10 januari 1870 i Dessau, död 3 november 1965 i Berlin, var en tysk politiker, brorsons son till Friedrich och Karl Georg von Raumer.
Raumer var 1905-11 lantråd, övergick därefter till storindustriell verksamhet och blev 1915 direktör i de tyska elektricitetsverkens förbund samt 1918 verkställande styrelseledamot i sammanslutningen Zentralverband der Deutschen elektrotechnischen Industrie. 
Raumer tog initiativ till ett för arbetsgivare och arbetstagare gemensamt industriförbund, Zentralarbeitsgemeinschaft der industriellen und gewerblichen Arbeitgeber und Arbeitnehmer Deutschlands. Han var också en av undertecknarna av kollektivavtalet känt som Stinnes-Legien-avtalet. Han invaldes 1920 (som medlem av Deutsche Volkspartei) i tyska riksdagen samt var under tiden juni 1920 till maj 1921 riksskatteminister i Konstantin Fehrenbachs ministerium och augusti till oktober 1923 riksekonomiminister i Gustav Stresemanns ministerium.